# Maurício Sherman
Maurício Sherman Nizenbaum (Niterói, 31 de janeiro de 1931 — Rio de Janeiro, 17 de outubro de 2019) foi um produtor, ator, encenador e diretor de televisão brasileiro. Ao longo de sete décadas, trabalhou na TV Globo, dirigindo e produzindo uma série de programas e shows humorísticos, entre eles Balança mas Não Cai, Os Trapalhões e Zorra Total.

## Biografia
Filho de um casal de judeus poloneses, nasceu em janeiro de 1931, em Niterói. Na década de 1940, formou-se em direito na Universidade Federal Fluminense.
Maurício começou no teatro como ator, sendo inclusive premiado, além de comandar diversos espetáculos do Teatro de Revista. Aos treze anos já participava de peças amadoras apresentadas em um clube da colônia judaica. Foi convidado para trabalhar como ator na Rádio Mauá, onde estreou em uma representação de O Corcunda de Notre Dame. Participou do Grupo Jerusa Camões, no Teatro da Juventude Universitária, atuando em vários espetáculos. Já em 1949, foi convidado a trabalhar na Rádio Guanabara. Ainda como ator, fez vários vilões nas comédias da Atlântida. Foi praticamente um dos "inventores" da TV brasileira. Trabalhou com Chico Anysio, e era um dos diretores preferidos de Nelson Rodrigues. Foi um dos mais conhecidos e respeitados nomes do showbusiness tupiniquim.[carece de fontes?]
Nos anos 50, foi responsável pela dublagem em português de alguns clássicos da Disney, começou com a dublagem da 1.ª voz de Pinóquio em Pinóquio, dublagem do Príncipe Felipe de A Bela Adormecida e outros mais. Em 1954 começou a trabalhar na TV Tupi onde atuou no Sítio do Picapau Amarelo e dirigiu um teleteatro com Heloísa Helena. Em 1961, foi responsável pela direção da primeira versão televisiva de Gabriela, Cravo e Canela, baseada no livro de Jorge Amado e transmitida pela TV Tupi. A novela foi a primeira da televisão brasileira a ser gravada em videoteipe.
Foi convidado para trabalhar na Rede Globo, em agosto de 1965. Em 1973 participou da equipe de criação do Fantástico e foi um dos diretores do programa por três anos. Ainda na Globo dirigiu os programas humorísticos Faça Humor, Não Faça Guerra, Chico City, Chico Anysio Show, Domingão do Faustão, Os Trapalhões, Chico e Amigos e Zorra Total (este, durante quinze anos) bem como trabalhou como diretor artístico do infantil dos anos 90 TV Colosso, entre outros.
Além disso, trabalhou nos anos 1980 como comentarista da Rádio Bandeirantes, onde eram transmitidos diversos jogos do campeonato brasileiro de futebol. Também foi supervisor artístico da Rede Bandeirantes, tendo dirigido apresentadores como J. Silvestre até 1983 quando foi para a Rede Manchete. Na Rede Manchete foi um dos mais prestigiados diretores, tendo dirigido a primeira edição do Clube da Criança, escalando a então modelo Xuxa Meneghel como apresentadora, e descobrindo Angélica, então ainda uma menina de onze anos.
Sherman morreu no dia 17 de outubro de 2019, em casa, no Rio de Janeiro.

## Filmografia
Como ator
| Ano  | Título                         | Personagem                  | Nota               |
| ---- | ------------------------------ | --------------------------- | ------------------ |
| 1955 | Conchita und der Ingenieur     | —                           |                    |
| 1956 | Vamos com Calma                | —                           |                    |
| 1957 | Treze Cadeiras                 | Advogado                    |                    |
| 1957 | Sherlock de Araque             | Sanguinário                 |                    |
| 1963 | Gimba, Presidente dos Valentes | Santana                     |                    |
| 1971 | Os Caras de Pau                | —                           |                    |
| 1972 | Tormento                       | Professor                   |                    |
| 1975 | Motel                          | Farias                      |                    |
| 2012 | Até que a Sorte Nos Separe     | Tio Olavo Mendes (Olavinho) |                    |
| 2013 | Até que a Sorte Nos Separe 2   | Tio Olavo Mendes (Olavinho) | Imagens de arquivo |